# Escuela Secundaria Ronald Reagan/Doral
La Escuela Secundaria Ronald W. Reagan/Doral (en inglés: Ronald W. Reagan/Doral Senior High School) es una escuela secundaria (high school) localizada en 8600 NW 107 Avenue, en Doral, Florida, un suburbio de Miami. El director de la misma es Juan Carlos Silva. Como parte de Escuelas Públicas del Condado de Miami-Dade, la escuela ofrece Cursos de Posicionamiento Avanzado, Certificados Generales Internacionales de Educación Secundaria (IGCSE), entre otras certificaciones internacionales. Fue nombrada en honor al expresidente de los Estados Unidos, Ronald W. Reagan.

## Historia
Se abrió en 2006, aliviado la Escuela Secundaria Miami Springs, como la primera high school de la Ciudad de Doral. El primer administrador principal, Douglas Rodriguez, era el administrador principal de Miami Springs.

## Programas
Ronald Reagan Doral Senior High TV (RTV) se graba en vídeo todas las graduaciones de secundarias en la Universidad Internacional de Florida, incluyendo graduaciones de otras secundarias.

## Recinto
El edificio tiene un capacidad de aproximadamente 2.000 estudiantes.
La secundaria tiene un mural, creado por el artista local Tony Mendoza, en honor a dos estudiantes/ex-estudiantes que murieron en accidentes de tráfico: Andrea Castillo (21 años) de la Clase de 2009 y Raphael Acavedo (17 años), un senior (12.o grado) que se murió en 2014.